# Metylklorid
Metylklorid (kemikere og i kemi på gymnasieniveau benyttes stavemåden methylchlorid; et synonym er chlormethan) er en farveløs, giftig og brændbar gas med en svagt sødlig lugt.

## Tekniske anvendelser
Metylklorid var tidligere udbredt som kølemiddel i køleskabe m.v., men da det er giftigt, er det blevet erstattet med andre forbindelser til det formål.
Undervejs i produktionen af silikonepolymerer dannes og forbruges metylklorid, og stoffet anvendes desuden i fremstillingen af syntetisk gummi.

## Sundhed og sygdom
Hvis man inhalerer metylklorid med indåndingsluften, opleves en rus svarende til virkningen af ætanol "alkohol"; man bliver sløret og svimmel og har svært ved at gå eller tale. Ved højere koncentrationer kan der indtræde lammelser, kramper eller koma.
I dyreforsøg med mus giver kronisk påvirkning med metylklorid anledning til fødselsdefekter. Hos mennesker er der muligvis en forbindelse mellem kronisk metylklorid-forgiftning og misdannelser i fosterets ben, bækken og nedre rygsøjle, men det er ikke blevet endegyldigt bevist.